# Ingénierie à grande échelle
L'ingénierie à grande échelle est une forme d'ingénierie qui concerne la construction de structures à une échelle énorme. Généralement, ces structures font au moins 1 000 kilomètres de longueur, soit au moins 1 mégamètre, d'où le nom anglais Megascale engineering. Ces structures à grande échelle sont appelés mégastructures.
En plus des structures à grande échelle, le terme ingénierie à grande échelle inclut également la terraformation. 

## Présence

### Dans la réalité
Assez peu de mégastructures ont été conçues. Réaliser une liste des mégastructures est complexe en raison des nombreux critères à prendre en compte. On peut tout de même inclure la Grande Muraille de Chine ou encore l'ISS.

#### En astroingénierie
L'astroingénierie est le prolongement de l'ingénierie à grande échelle à des mégastructures  d'une échelle stellaire, comme des sphères de Dyson.
De tous les mégastructures proposées, seul l'ascenseur spatial et les concepts d'ascenseur spatial lunaire ou martien pourraient être construits en utilisant des techniques d'ingénierie classiques, et sont à la portée de la science des matériaux actuelle[réf. souhaitée].  
L'assemblage de structures plus massives qu'un ascenseur spatial impliquerait probablement une combinaison de nouvelles techniques d'ingénierie, de nouveaux matériaux et de nouvelles technologies.

### Dans la fiction
L'ingénierie à grande échelle joue souvent un rôle important dans l'intrigue des œuvres de science-fiction. L'environnement de microgravité de l'espace offre plusieurs avantages potentiels pour la réalisation de ces structures. Ceux-ci incluent notamment la réduction des charges sur la structure, la disponibilité de grandes quantités de matières premières sous la forme d'astéroïdes, et une grande quantité d'énergie grâce au Soleil. 